# Pluchea baccharoides
Pluchea baccharoides là một loài thực vật có hoa trong họ Cúc. Loài này được (F.Muell.) F.Muell. ex Benth. miêu tả khoa học đầu tiên năm 1867.